# 69ns Premis Tony
La 69ena edició dels Premis Tony va ser celebrada el 7 de juny de 2015 per reconèixer els èxits de les produccions de Broadway durant la temporada 2014–15. La cerimònia es va celebrar al Radio City Music Hall a la ciutat de Nova York i va ser emesa en directe per la cadena de televisió CBS. Kristin Chenoweth i Alan Cumming van ser els presentadors de la cerimònia.
The Curious Incident of the Dog in the Night-Time i Fun Home van guanyar 5 premis cada una en les categories d'obres i de musicals, respectivament, sent així, les produccions més premiades de la nit. An American in Paris i el revival de The King and I al Lincoln Center van emportar-se 4 premis Tony.

## Elegibilitat
Les produccions que van ser estrenades durant la temporada 2014–15 i abans del 23 d'abril de 2016, tenien la possibilitat de ser nominades.
| Obres originals - Airline Highway - The Audience - Constellations - The Country House - The Curious Incident of the Dog in the Night-Time - Disgraced - Fish in the Dark - Hand to God - Living on Love - The River - Wolf Hall Parts One & Two | Musicals originals - An American in Paris - Doctor Zhivago - Finding Neverland - Fun Home - Holler If Ya Hear Me - Honeymoon in Vegas - It Shoulda Been You - The Last Ship - Something Rotten! - The Visit | Revivals d'obres - A Delicate Balance - The Elephant Man - The Heidi Chronicles - It's Only a Play - Love Letters - The Real Thing - Skylight - This Is Our Youth - You Can't Take It with You | Revivals de musicals - Gigi - The King and I - On the Town - On the Twentieth Century - Side Show |

## Cerimònia

### Presentadors
La gala va incloure els següents presentadors:
| - Jason Alexander - Rose Byrne - Bobby Cannavale - Anna Chlumsky - Bradley Cooper - Harry Connick, Jr. - Misty Copeland - Bryan Cranston - Larry David - Taye Diggs - Sutton Foster - Jennifer Grey - Joel Grey | - Neil Patrick Harris - Marg Helgenberger - Dulé Hill - Nick Jonas - Kiesza - Judith Light - Jennifer Lopez - Patina Miller - Joe Manganiello - Debra Messing - Jennifer Nettles - Jim Parsons - Bernadette Peters | - David Hyde Pierce - Phylicia Rashad - Thomas Sadoski - Taylor Schilling - Amanda Seyfried - Sting - Corey Stoll - Kiefer Sutherland - Ashley Tisdale - Tommy Tune - Rita Wilson |

### Actuacions
Durant la gala hi va haver actuacions de musicals nominats als Premis Tony i també d'aquells que no ho havien estat nominats, entre els musicals que van actuar hi ha:
| - An American in Paris - The King and I - On the Town - On the Twentieth Century - The Visit | - Fun Home - Something Rotten! - It Shoulda Been You - Finding Neverland - Gigi |

## Premis i nominacions
Els guanyadors estan destacats en negreta:
| Millor obra ‡ | Millor musical ‡ |
| --- | --- |
| - The Curious Incident of the Dog in the Night-Time – Simon Stephens - Disgraced – Ayad Akhtar - Hand to God – Robert Askins - Wolf Hall Parts One & Two – Mike Poulton | - Fun Home - An American in Paris - Something Rotten! - The Visit |
| Millor revival d'una obra ‡ | Millor revival d'un musical ‡ |
| - Skylight - The Elephant Man - This Is Our Youth - You Can't Take It with You | - The King and I - On the Town - On the Twentieth Century |
| Millor actor d'una obra | Millor actriu d'una obra |
| - Alex Sharp – The Curious Incident of the Dog in the Night-Time com a Christopher Boone - Steven Boyer – Hand to God com a Jason/Tyrone - Bradley Cooper – The Elephant Man com a John Merrick - Ben Miles – Wolf Hall Parts One & Two com a Thomas Cromwell - Bill Nighy – Skylight com a Tom Sergeant                                       | - Helen Mirren – The Audience com a Reina Elisabet II - Geneva Carr – Hand to God com a Margery - Elisabeth Moss – The Heidi Chronicles com a Heidi Holland - Carey Mulligan – Skylight com a Kyra Hollis - Ruth Wilson – Constellations com a Marianne                                |
| Millor actor d'un musical | Millor actriu d'un musical |
| - Michael Cerveris – Fun Home com a Bruce Bechdel - Robert Fairchild – An American in Paris com a Jerry Mulligan - Brian d'Arcy James – Something Rotten! com a Nick Bottom - Ken Watanabe – The King and I com a The King of Siam - Tony Yazbeck – On the Town com a Gabey                                                                    | - Kelli O'Hara – The King and I com a Anna Leonowens - Kristin Chenoweth – On the Twentieth Century com a Lily Garland - Leanne Cope – An American in Paris com a Lise Dassin - Beth Malone – Fun Home com a Alison Bechdel - Chita Rivera – The Visit com a Claire Zachannassian      |
| Millor actor de repartiment d'una obra | Millor actriu de repartiment d'una obra |
| - Richard McCabe – The Audience com a PM Harold Wilson - Matthew Beard – Skylight com a Edward Sergeant - K. Todd Freeman – Airline Highway com a Sissy Na Na - Alessandro Nivola – The Elephant Man com a Frederick Treves - Nathaniel Parker – Wolf Hall Parts One & Two com a Henry VIII - Micah Stock – It's Only a Play com a Gus P. Head | - Annaleigh Ashford – You Can't Take It With You com a Essie Carmichael - Patricia Clarkson – The Elephant Man com a Madge Kendal - Lydia Leonard – Wolf Hall Parts One & Two com a Anne Boleyn - Sarah Stiles – Hand to God com a Jessica - Julie White – Airline Highway com a Tanya |
| Millor actor de repartiment d'un musical | Millor actriu de repartiment d'un musical |
| - Christian Borle – Something Rotten! com a The Bard - Andy Karl – On the Twentieth Century com a Bruce Granit - Brad Oscar – Something Rotten! com a Nostradamus - Brandon Uranowitz – An American in Paris com a Adam Hochberg - Max von Essen – An American in Paris com a Henri Baurel                                                     | - Ruthie Ann Miles – The King and I com a Lady Thiang - Victoria Clark – Gigi com a Mamita - Judy Kuhn – Fun Home com a Helen Bechdel - Sydney Lucas – Fun Home com a Small Alison - Emily Skeggs – Fun Home com a Medium Alison                                                       |
| Millor llibret de musical | Millor banda sonora original (música i/o lletres) |
| - Fun Home – Lisa Kron - An American in Paris – Craig Lucas - Something Rotten! – Karey Kirkpatrick and John O'Farrell - The Visit – Terrence McNally | - Fun Home – Jeanine Tesori (música) i Lisa Kron (lletres) - The Last Ship – Sting (música i lletres) - Something Rotten! – Wayne Kirkpatrick (música i lletres) i Karey Kirkpatrick (música i lletres) - The Visit – John Kander (música) and Fred Ebb (lletres)                      |
| Millor direcció d'una obra | Millor direcció d'un musical |
| - Marianne Elliott – The Curious Incident of the Dog in the Night-Time - Stephen Daldry – Skylight - Scott Ellis – You Can't Take It With You - Jeremy Herrin – Wolf Hall Parts One & Two - Moritz von Stuelpnagel – Hand to God | - Sam Gold – Fun Home - Casey Nicholaw – Something Rotten! - John Rando – On the Town - Bartlett Sher – The King and I - Christopher Wheeldon – An American in Paris |
| Millor escenografia d'una obra | Millor escenografia d'un musical |
| - Bunny Christie and Finn Ross – The Curious Incident of the Dog in the Night-Time - Bob Crowley – Skylight - Christopher Oram – Wolf Hall Parts One & Two - David Rockwell – You Can't Take It with You | - Bob Crowley and 59 Productions – An American in Paris - David Rockwell – On the Twentieth Century - Michael Yeargan – The King and I - David Zinn – Fun Home |
| Millor vestuari d'una obra | Millor vestuari d'un musical |
| - Christopher Oram – Wolf Hall Parts One & Two - Bob Crowley – The Audience - Jane Greenwood – You Can't Take It with You - David Zinn – Airline Highway | - Catherine Zuber – The King and I - Gregg Barnes – Something Rotten! - Bob Crowley – An American in Paris - William Ivey Long – On the Twentieth Century |
| Millor il·luminació d'una obra | Millor il·luminació d'un musical |
| - Paule Constable – The Curious Incident of the Dog in the Night-Time - Paule Constable and David Plater – Wolf Hall Parts One & Two - Natasha Katz – Skylight - Japhy Weideman – Airline Highway | - Natasha Katz – An American in Paris - Donald Holder – The King and I - Ben Stanton – Fun Home - Japhy Weideman – The Visit |
| Millor coreografia | Millors orquestracions |
| - Christopher Wheeldon – An American in Paris - Joshua Bergasse – On the Town - Christopher Gattelli – The King and I - Scott Graham and Steven Hoggett – The Curious Incident of the Dog in the Night-Time - Casey Nicholaw – Something Rotten!                                                                                               | - Christopher Austin, Don Sebesky i Bill Elliot – An American in Paris - John Clancy – Fun Home - Larry Hochman – Something Rotten! - Rob Mathes – The Last Ship |

1. ↑  Aquesta va ser la primera vegada que un equip format només per dones guanyava en aquest categoria[16]

‡ Premi atorgat als productors del musical o obra.

### Premis i nominacions per producció
| Producció                                         | Nominacions | Premis |
| ------------------------------------------------- | ----------- | ------ |
| Fun Home                                          | 12          | 5      |
| An American in Paris                              | 12          | 4      |
| Something Rotten!                                 | 10          | 1      |
| The King and I                                    | 9           | 4      |
| Wolf Hall Parts One & Two                         | 8           | 1      |
| Skylight                                          | 7           | 1      |
| The Curious Incident of the Dog in the Night-Time | 6           | 5      |
| You Can't Take It With You                        | 5           | 1      |
| Hand to God                                       | 5           | 0      |
| The Visit                                         | 5           | 0      |
| On the Twentieth Century                          | 5           | 0      |
| Airline Highway                                   | 4           | 0      |
| The Elephant Man                                  | 4           | 0      |
| On the Town                                       | 4           | 0      |
| The Audience                                      | 3           | 2      |
| The Last Ship                                     | 2           | 0      |
| Constellations                                    | 1           | 0      |
| Disgraced                                         | 1           | 0      |
| Gigi                                              | 1           | 0      |
| The Heidi Chronicles                              | 1           | 0      |
| It's Only a Play                                  | 1           | 0      |
| This Is Our Youth                                 | 1           | 0      |

### Persones amb múltiples nominacions
- 4 nominacions: Bob Crowley
- 2 nominacions: Paule Constable, Natasha Katz, Lisa Kron, Japhy Weideman